# Mudgee Airport
Mudgee Airport är en flygplats i Australien. Den ligger i kommunen Mid-Western Regional och delstaten New South Wales, i den sydöstra delen av landet, omkring 210 kilometer nordväst om delstatshuvudstaden Sydney. Mudgee Airport ligger 464 meter över havet.
Runt Mudgee Airport är det mycket glesbefolkat, med 3 invånare per kvadratkilometer.. Närmaste större samhälle är Mudgee, nära Mudgee Airport. 
Trakten runt Mudgee Airport består till största delen av jordbruksmark. Genomsnittlig årsnederbörd är 857 millimeter. Den regnigaste månaden är februari, med i genomsnitt 164 mm nederbörd, och den torraste är oktober, med 24 mm nederbörd.